# Roland Merschel
Roland Merschel, né le 11 mars 1938 à Sélestat (Alsace) était un footballeur professionnel français. 
Il joue au poste de demi pour le RC Strasbourg, l'US Forbach (période professionnelle), le FC Nancy, l'Olympique de Marseille et l'AS Aix.
Il remporte la Coupe de France en 1966 avec Strasbourg.

## Carrière de joueur
- 1960-1962 :  RC Strasbourg
- 1962-1963 :  US Forbach
- 1963-1964 :  FC Nancy
- 1964-1969 :  RC Strasbourg
- 1969-1970 :  Olympique de Marseille
- 1970-1971 :  AS Aix[1]

## Carrière d'entraîneur
- 1971-1973 :  Olympique de Marseille (réserve)
- 1973-1976 :  Étoile Sportive La Ciotat
- 1976-1980 :  FC Mulhouse

FC Andlau 1967-1969

## Palmarès
- Vainqueur de la Coupe de France en 1966 avec Strasbourg